# Nils Olav
Nils Olav è un pinguino reale, mascotte della Guardia Reale norvegese con il grado di maggior generale e la carica di colonnello-in-capo. Vive nello Zoo di Edimburgo, in Scozia, ed è considerato un simbolo della stretta collaborazione fra i due paesi. Il nome e i gradi di Nils Olav vengono passati di pinguino in pinguino dal 1972: l'attuale detentore è Nils Olav III. 

## Storia

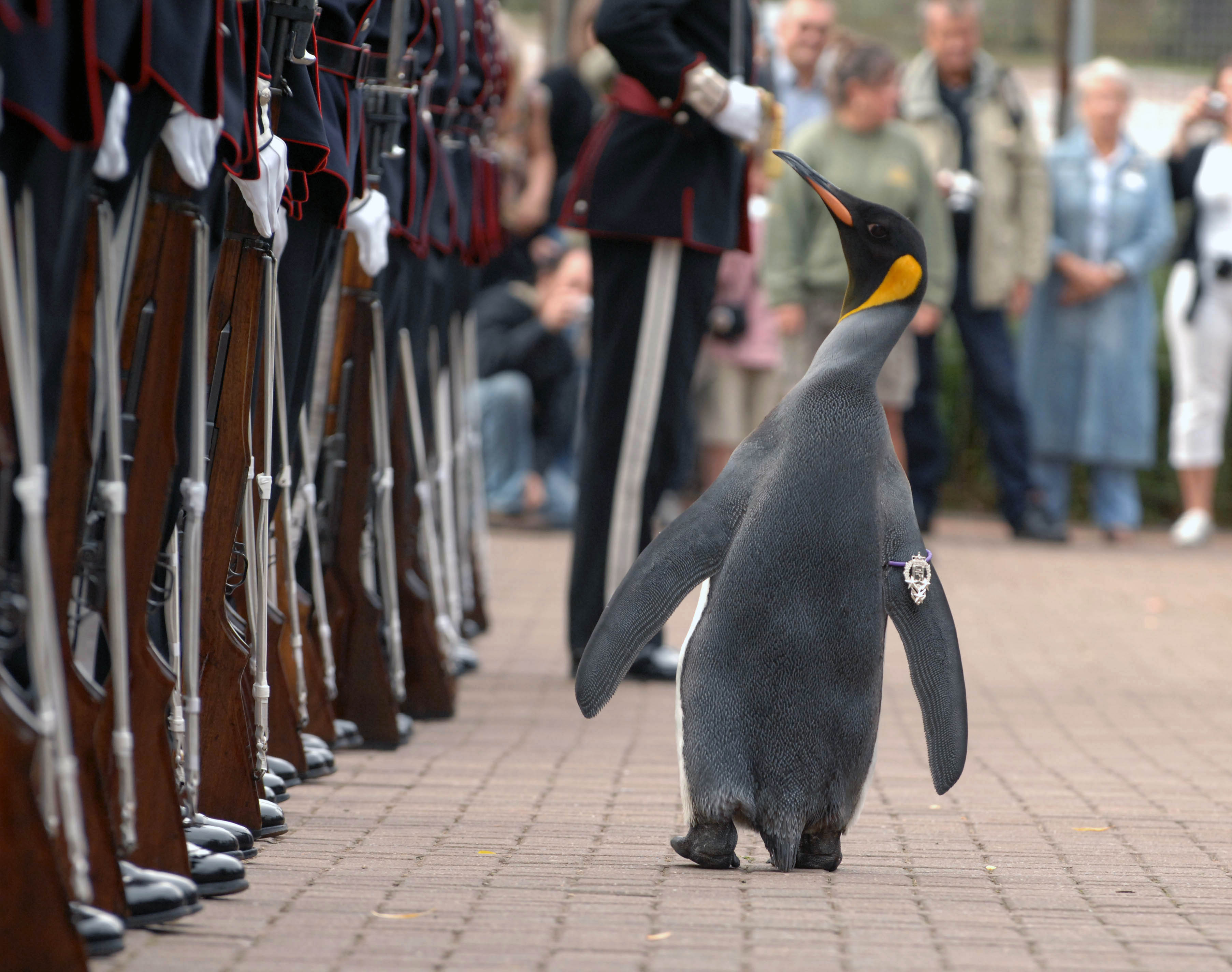
Nils Olav II passa in rassegna la guardia reale norvegese, appena dopo essere stato promosso Colonnello-in-capo, nel 2005

Nel 1961 il tenente della Guardia reale norvegese Nils Egelien visitò Edimburgo in occasione della Edinburgh Military Tattoo e si interessò ai pinguini reali dello zoo. Nel 1972, durante una nuova visita la sua unità adottò un pinguino. Il nome è un omaggio allo stesso Nils Egelien e a Olav V, re di Norvegia. Il pinguino ottenne il grado di lance corporal ed è stato promosso in occasione di ogni visita: nel 1982 è stato promosso caporale e nel 1987 sergente. Poco dopo il primo Nils Olav è morto, e il suo posto è stato preso da Nils Olav II.
Nel 1993 è stato promosso regimental sergeant major, nel 2001 honourable regimental sergeant major. Nel 2005 è stato nominato colonnello-in-capo ed è stata eretta una statua di bronzo alta 4 piedi in suo onore. Nel 2008 è stato nominato cavaliere.
Fra il 2008 e il 2016 il secondo è morto ed è stato sostituito da Nils Olav III, che nel 2016 è stato nominato brigadier generale. Nell'agosto 2023 è stato promosso a maggior generale.